# Passiflora bauhiniifolia
Passiflora bauhiniifolia là một loài thực vật có hoa trong họ Lạc tiên. Loài này được Kunth mô tả khoa học đầu tiên năm 1817.